# Kolonia Podgóry
Kolonia Podgóry – nieoficjalna osada leśna wsi Podgóry w Polsce położona w województwie pomorskim, w powiecie słupskim, w gminie Kępice.
W latach 1975–1998 miejscowość należała administracyjnie do województwa słupskiego
Inne miejscowości o nazwie Podgóry: Podgóry